# Jo Schlesser
Joseph Schlesser (Apremont-la-Forêt, Lorena, 18 de mayo de 1928-Rouen-Les-Essarts, Sena Marítimo, 7 de julio de 1968), más conocido como Jo Schlesser, fue un piloto de automovilismo francés. Participó en siete ediciones de las 24 Horas de Le Mans y en una carrera puntuable para el campeonato de Fórmula 1, falleciendo en esta última a bordo de un Honda.

## Carrera
Jo Schlesser comenzó su carrera deportiva en inicios de la década del 50. Luego de unos años en África, regresó a Europa y logró buenos resultados en rallies y carreras de deportivos. Compró un Cooper de Fórmula 2 en 1960. Al año siguiente tuvo un accidente en la Sarthe que lo alejó de las pistas un tiempo; sufrió doce fracturas y estuvo en coma más de una semana. Desde 1963 a 1967 corrió las 24 Horas de Le Mans para NART, Aston Martin, Ford y Matra, pero sin cruzar la línea de llegada en ninguna ocasión. También corrió en F2, NASCAR, Fórmula Junior, Tour de Francia Automovilístico, Tour de Corse, Rally de Montecarlo, entre otros.
Participó en los Grandes Premios de Alemania de 1966 y 1967, pero en ambos con monoplazas de Fórmula 2 de Matra y sin posibilidad de sumar puntos para el campeonato de Fórmula 1. En la primera finalizó 10.º y en la segunda se retiró en el inicio por fallos de motor L4.

### Muerte

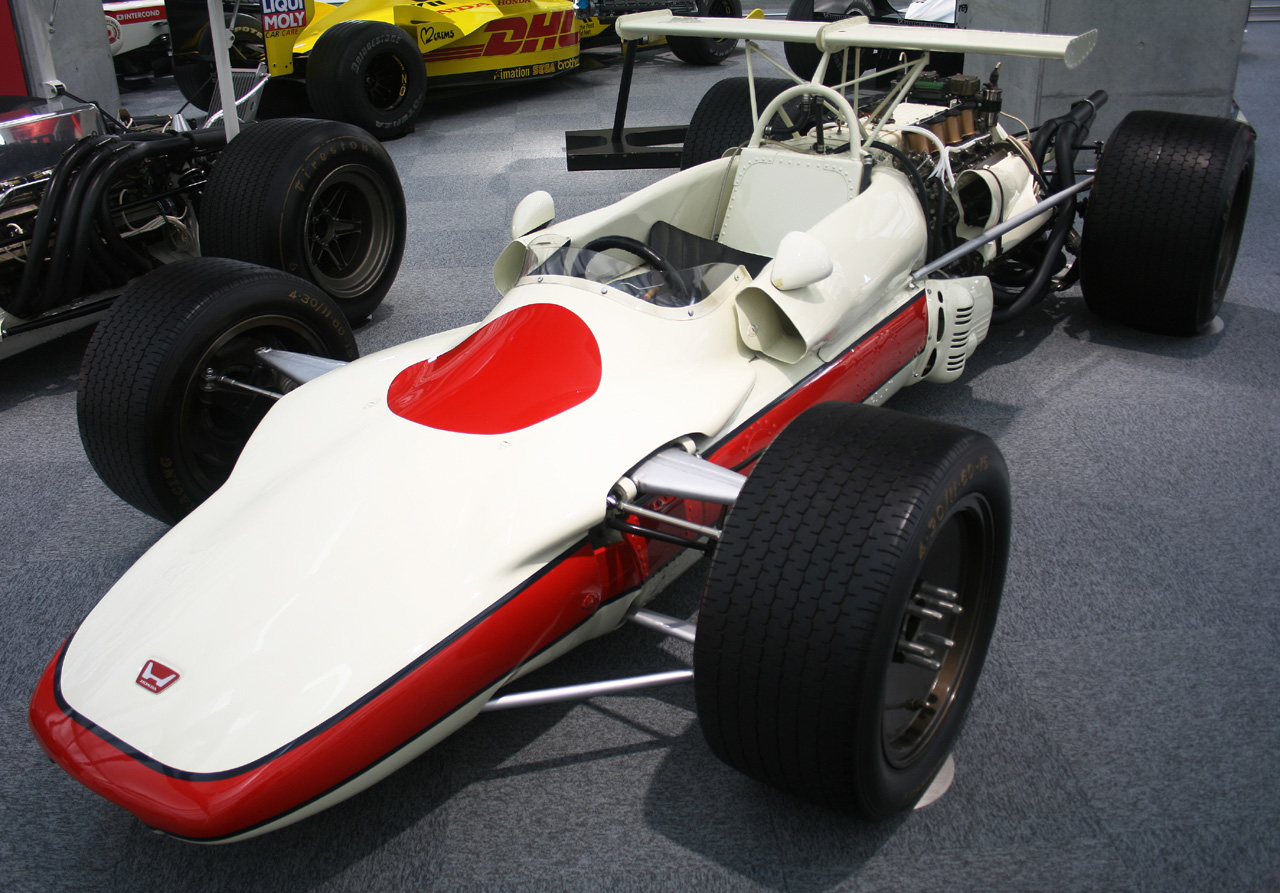
Honda RA302.

En 1968, Joseph fue contratado por la automotriz Honda para correr el Gran Premio de Francia en Rouen-Les-Essarts, su primera carrera con un monoplaza de Fórmula 1 dentro del campeonato mundial. El bólido era un RA302, proyecto de la marca japonesa que poseía un motor de enfriamiento por aire, que había sido tratado por John Surtees, piloto de Honda, como una potencial «trampa mortal» y no listo para correr.
El francés quedó anteúltimo en clasificación, a 8 segundos de la pole y a 6 de su compañero Surtees (que decidió manejar el RA301). En la vuelta 2 de carrera, Schlesser se salió de pista en la curva «Six Fréres» e impactó contra un talud de tierra. Segundos después, el monoplaza, hecho de magnesio, se incendió y el piloto no sobrevivió. La carrera no fue detenida a pesar de que los restos del vehículo quedaron sobre el asfalto, y Surtees terminó en el podio sin saber quien era el accidentado.
Como consecuencia del accidente, a fin de temporada el piloto inglés abandonó Honda, y esta marca dejó el campeonato mundial, hasta su vuelta en los 80 como motorista.

## Legado
Jo era amigo del también piloto Guy Ligier. Este posteriormente fue constructor de vehículos de competición, y nombró a todas sus creaciones con la sigla «JS» en honor al fallecido. Su equipo participó en Fórmula 1 desde 1976 a 1996.
Su sobrino, Jean-Louis Schlesser, también fue piloto. Destacó en el off-road ganando el Rally Dakar y, además, corrió dos Grandes Premios de F1 en los 80.

## Resultados

### 24 Horas de Le Mans
| Año     | Equipo                     | Copilotos            | Automóvil                   | Clase  | Vueltas | Pos. | Pos. Clase |
| ------- | -------------------------- | -------------------- | --------------------------- | ------ | ------- | ---- | ---------- |
| 1957    | Automobiles D. B.          | Jean-Claude Vidilles | DB HBR-Panhard              | S750   | 126     | DNF  | DNF        |
| 1960    | North American Racing Team | Bill Sturgis         | Ferrari 250 GT California   | GT 3.0 | 253     | DNF  | DNF        |
| 1963    | David Brown Racing Dept.   | William Kimberly     | Aston Martin DP214          | P +3.0 | 139     | DNF  | DNF        |
| 1964    | Ford Motor Company         | Richard Attwood      | Ford GT40 Mk.I              | P 5.0  | 58      | DNF  | DNF        |
| 1965    | Ford France S.A.           | Allen Grant          | AC Cobra Daytona Coupé-Ford | GT 5.0 | 111     | DNF  | DNF        |
| 1966    | Matra Sport                | Alan Rees            | Matra MS620-BRM             | P 2.0  | 100     | DNF  | DNF        |
| 1967    | Ford France S.A.           | Guy Ligier           | Ford Mk IIB                 | P +5.0 | 183     | DNF  | DNF        |
| Fuente: |                            |                      |                             |        |         |      |            |

### Fórmula 1
(Clave) (negrita indica pole position) (cursiva indica vuelta rápida)

| Año     | Escudería          | 1   | 2   | 3   | 4   | 5   | 6        | 7         | 8   | 9   | 10  | 11  | 12  | Pos. | Puntos |
| ------- | ------------------ | --- | --- | --- | --- | --- | -------- | --------- | --- | --- | --- | --- | --- | ---- | ------ |
| 1966    | Matra Sports       | MON | BEL | FRA | GBR | NED | GER 10F2 | ITA       | USA | MEX |     |     |     | NC   | 0      |
| 1967    | Écurie Ford-France | RSA | MON | NED | BEL | FRA | GBR      | GER RetF2 | CAN | ITA | USA | MEX |     | NC   | 0      |
| 1968    | Honda France       | RSA | ESP | MON | BEL | NED | FRA Ret  | GBR       | GER | ITA | CAN | USA | MEX | NC   | 0      |
| Fuente: |                    |     |     |     |     |     |          |           |     |     |     |     |     |      |        |